# Église Saint-Julien de Fretigney-et-Velloreille
Pour les articles homonymes, voir Église Saint-Julien et Saint-Julien.
L'église Saint-Julien est une église catholique située à Fretigney-et-Velloreille, en France.

## Localisation
L'église est située sur la commune de Fretigney-et-Velloreille, dans le département français de la Haute-Saône.

## Historique
La guerre de Dix Ans, entre 1634 et 1644, épisode franc-comtois de la guerre de Trente Ans, a été particulièrement désastreuse pour la province. La guerre ne se termine dans la province qu'avec le traité de Nimègue entre la France et l'Espagne, le 17 septembre 1678, qui voit le rattachement de la Franche-Comté au royaume de France.
L'« ordonnance sur le fait des eaux et forêts »  d'août 1669 avait entraîné la mise en place par Colbert d'une nouvelle organisation des Eaux et Forêts. Avec son rattachement à la France, la Franche-Comté intègre la « Grande maîtrise des eaux et forêts des Duché et Comté de Bourgogne, Besse et Alsace » qui a pour objet la gestion des forêts royales et ecclésiastiques.
Le 20 mai 1741, les habitants de Frétigney demandent au Conseil d'État de vendre le quart de réserve des bois pour faire des réparations dans l'église et au clocher. Le 15 juin de la même année, Joseph Roger, maître particulier en la maîtrise des eaux et forêts de Gray, et François Ducy, architecte expert, se rendent à Frétigney pour établir un état des lieux. L'architecte conclut de cette visite que « tous les murs sont si caducs qu'ils menaçaient une ruine prochaine » et qu'il est nécessaire de construire une nouvelle église. Peu de temps auparavant, l'archevêque de Besançon, Antoine-Pierre II de Grammont, avait interdit d'y célébrer des offices.
Le maître particulier des eaux et forêts demande alors à François Ducy d'établir les plan et devis pour la nouvelle église. Les échevins de Frétigney, Velloreille et Villers-Bouton, co-paroissiens, interviennent pour les informer « que le sieur Galezot, maître architecte audit Besançon, en avait déjà fait le plan et devis auxquels ils se référaient et qu'il était inutile d'en faire de nouveaux ». Dans son devis de 1741, Jean-Pierre Galezot avait prévu l'intervention d'un stucateur, choix confirmé par son frère, en 1751.
Après sa mort, en juin 1742, c'est son frère, Jean-Joseph Galezot (mort en 1753), lui aussi architecte qui réactualise le devis au moment de l'adjudication des travaux à l'entrepreneur Charles-François Cornibert, le 4 septembre 1751. Les travaux du gros œuvre sont terminés deux ans plus tard. Les pierres ont été tirées d'une carrière de Frétigney.
La réception des travaux n'a lieu que le 31 mars 1762, en présence de la veuve de l'entrepreneur et de l'architecte Jean-Charles Colombot, expert pour cette réception.
L'église a été construite suivant un plan de croix latine à nef unique, avec deux chapelles peu profondes de part et d'autre de la nef, un transept et un chœur comportant droite et une abside à trois pans. La nef est précédée d'un clocher-porche. Il est coiffé d'un toit à l'impériale couvert en fer blanc. La croisée du transept est couverte d'une coupole octogonale sur pendentifs.
La réalisation de la plus grande partie du mobilier a été réalisée dans les années 1753-1755 dont les retables en stuc de l'autel majeur et des autels des chapelles ainsi que les décors des pendentifs de la coupole. Ces travaux sont réalisés par Jacques-François Marca.
Le 10 octobre 1775, l'intendant Charles André de Lacoré demande à Jean-Charles Colombot de reconnaître et d'estimer les réparations à faire à la toiture du clocher. Les travaux sont adjugés au ferblantier de Gray, Jean-François Billet. Ils sont réceptionnés le 17 juillet 1776. Il fait réaliser la grille en fer forgé de l'entrée de la nef.
Le 10 avril 1786, l'architecte de Dôle, Anatole Amoudru, signe un devis comportant 231 articles pour divers travaux de maçonnerie, de charpenterie, de couverture, de vitrerie, de peinture et de sculpture.
Le 25 octobre 1872, les architectes Jacques Humbert et Adrien Renahy (1800-1882) de Vesoul, avec les élus de la commune, constatent que la charpente, la couverture et toutes les ferblanteries du dôme sont vétustes et décident de les remplacer. Le toit à l'impériale est remplacé par une flèche en ardoise en 1873.
Des travaux de réhabilitation ont été effectués en plusieurs étapes entre 1991 et 2005.

## Protection
L'édifice est inscrit au titre des monuments historiques en 1988.